# GECT Duero-Douro
Le GECT Duero-Douro, basé sur la coopération transfrontalière entreprise par l'Espagne et le Portugal regroupe diverses régions et communes bordant le fleuve Douro (Douro en portugais et Duero en espagnol) au sein d'un groupement européen de coopération territoriale.
Le GECT Duero-Douro a, entre autres fonctions, la mise en œuvre de programmes ou de projets de coopération territoriale cofinancés par l'Union européenne par l'intermédiaire du Fonds européen de développement régional, du Fonds social européen et du Fonds de cohésion européen.

## Historique
La coopération frontalière dans cette région remonte à 1993 avec la création d'une communauté de travail de la frontière hispano-portugaise.
Le GECT a été établi par le décret royal n°37/2008 espagnol et le décret-loi n°376/2007 portugais, les gouvernements des deux pays ont établi le GECT le 14 mars 2009. Cette décision a été officiellement publiée dans le Diário da República portugais du 7 mars et Boletín oficial del Estado du 21 avril et approuvée dans le journal officiel de l'Union européenne du 16 juin 2009.

## Composition
Le GECT se compose de 188 entités publiques en Espagne et au Portugal. Parmi celles-ci se trouvent des communes espagnoles, des freguesias portugaises, l'organisme autonome D-ARRIBES (Espagne), l’asociación de Municipios para la Cooperación y el Desarrollo Local (Espagne), et l’Associação de Freguesias da Raia e do Côa (Portugal).

## Missions
Le GECT s'est fixé une série d'objectifs articulés autour de douze points essentiels :
- L'égalité des chances
- Le développement économique
- Le développement local
- Les transports publics accessibles à tous les citoyens
- Les nouvelles technologies, en particulier l'information et de communication
- L'environnement
- Le développement durable
- L'éducation, la formation et l'emploi
- La santé, services sociaux et l'action sociale
- Le tourisme, la culture et le patrimoine
- L'administration locale
- La recherche, l'innovation et le développement
- Les transports et communications
- Les sports et loisirs

## Organes et fonctionnement

### Assemblée générale
L'Assemblée générale se compose du Président, d'un vice-président, d'un coordinateur territorial, d'un directeur général, d'un secrétaire, et d'un représentant de chacune des entités membres du GECT.

#### Fonctionnement
L'Assemblée générale se réunit au moins une fois par an mais peut se réunir autant de fois qu'il sera jugé nécessaire à la demande de son président ou de 25 % de ses effectifs. Les convocations aux sessions ordinaires et extraordinaires doivent être envoyée avec accusé de réception à tous les membres du GECT avec la mention du jour, de l'heure, du lieu, de l'ordre du jour et avec la mention « assemblée ordinaire » ou « assemblée extraordinaire ».
L'Assemblée, réunit de manière ordinaire ou extraordinaire, est constituée de façon valide lorsque 75 % des membres du GECT, au moins, reçoivent la convocation et lorsqu'il y a à peu près le même nombre de représentants espagnols et portugais (plus de 30 % de représentants espagnols et portugais présents).
Les actes sont adoptés à la majorité simple des membres présents sauf exceptions.

#### Compétences
Les compétences de l'Assemblée générale sont :
- d'établir la direction générale de l'activité du GECT,
- d'approuver les programmes généraux d'action du GECT en prenant en compte les propositions et directions formulées par le Directeur général et approuvé par le Conseil de coordination
- d'approuver chaque programme et projet de coopération territorial cofinancé par la Communauté
- d'approuver les programmes, projets et actions spécifiques de coopération territoriale entre ses membres,
- d'autoriser le directeur général à prendre des mesures d'urgence,
- de choisir entre ses membres le Président et le vice président de l'Assemblée lesquels sont élus à la majorité des 2⁄3 de ses membres,
- de choisir le Directeur général et le Coordinateur territorial lesquels sont élus à la majorité des 2⁄3 de ses membres,
- d'autoriser la création, l'extinction, ou la modification de comités sectoriels considérés opportuns ou nécessaires, en plus de ceux créer initialement par les statuts,
- d'examiner et approuver l'information générale des activités et actions réalisées dans l'exercice du GECT,
- d'examiner et approuver la proposition du budget annuel du Directeur général
- d'approuver la dissolution du GECT ainsi que la nomination des liquidateurs. Pour dissoudre le GECT, il faut que tous les représentants d'un des pays membres la vote à l'unanimité.
- d'approuver les règlements du régime intérieur du GECT et ses modifications,
- d'approuver les modifications du statuts et de la convention,
- de déterminer les conditions et formes d'admission de nouveaux membres.

### Président et vice-président
Le président et le vice-président sont élus pour une période de six ans et, au cours de cette période, ils intervertissent leur fonction au bout de trois ans. Cette rotation de présidence se fait de manière automatique.
La présidence a quatre fonctions propres : présider l'Assemblée générale et valider les actes de celle-ci, diriger les travaux d'élaboration des informations lors de son mandat, exercer la représentation institutionnelle du GECT, se conformer et faire respecter les statuts.
Certaines fonctions sont exercées en commun par le président et d'autres organes du GECT : convoquer, préparer et fixer l'ordre du jour de l'Assemblée générale du GECT qui doit être convoqué par la présidence qui doit être convoqué par le président avec le consentement du vice-président et en accord avec le Conseil de coordination, développer avec le Conseil de coordination l'élaboration du programme général d'action du GECT, développer le fonctionnement des Conseils sectoriels, veiller à l'exécution des actes légaux et des fins et objectifs du GECT, particulièrement pour l'exécution des objectifs de cohésion économique et sociale, garantir l'égalité entre les territoires des États partis.

### Conseil de coordination
Le Conseil de coordination est formé des présidents des Conseils sectoriels existant. De même, sont membres le président, le vice-président du GECT, le coordinateur territorial et le directeur général.
Le Conseil se réunit une fois par semestre de manière ordinaire. Il peut aussi se réunir de manière extraordinaire quand cela est nécessaire ou lorsqu'un tiers de ses membres le demande.

### Conseils sectoriels
Les conseils sectoriels sont au nombre de six :
- le Conseil de l'égalité d'opportunité, de développement économique, d'enquête, d'innovation et du développement,
- le Conseil du développement économique, des technologies nouvelles, de l'éducation, de la formation et de l’emploi,
- le Conseil environnemental, du développement durable, de l'agriculture et de l’élevage,
- le Conseil de santé, des services sociaux et de l’action sociale,
- le Conseil du tourisme, de la culture, du patrimoine, du sport, des loisirs et du temps libre
- et le Conseil de l'administration locale, des transports et des communications.

Il est prévu que l’Assemblée pourra créer de nouveaux conseils sectoriels pour améliorer le fonctionnement du GECT.
Chaque Conseil sectoriel doit se composer de 8 membres.

### Coordinateur territorial
Le coordinateur territorial est élu par l’Assemblée générale pendant une période de quatre ans renouvelables. Il donne l'impulsion aux travaux des Conseils sectoriels. Il participe au processus de sélection du personnel du GECT.

### Directeur général
Le directeur général est élu par l’Assemblée générale pendant une période de 4 ans renouvelable.
Il agit au nom du groupement dans le cadre des compétences qui ne sont pas dévolues à la présidence.

## Sources

## Compléments